# Артур Беркут
Артур Беркут (справжнє ім'я Артур В'ячеславович Міхєєв; 24 травня 1962, Харків) — радянський і російський рок-музикант, мультиінструменталіст і автор пісень, який завоював популярність як вокаліст гуртів «Автограф» і «Ария». Від початку професійної кар'єри змінив в цілому десять музичних колективів. Нині очолює власну групу «Артур Беркут», яку заснував у 2011 році після виходу з гурту «Ария».

## Біографія
Артур В'ячеславович Беркут (справжнє прізвище — Міхєєв) походить з династії циркових артистів. Народився у Харкові під час гастролей. Виріс в Москві. Співати розпочав у 11 років в шкільному ансамблі, після закінчення школи поступив до музичного училища імені Гнесіних по класу вокал.

### Початок кар'єри
У 1981 році 19-річний Артур отримує пропозицію стати вокалістом гурту «Волшебные Сумерки», а вже наступного року переходить до гурту «Автограф». Саме в ньому Артур отримує визнання, як відомий у СРСР рок-виконавець і бере псевдонім Беркут. 1990 року гурт розпадається, а Беркут, після нетривалої співпраці з глем-рок гуртом «Рококо», переїздить до США.

### Американський період
У США 1992—1994 рр. Артур Беркут працював з гуртом «Siberia», а у 1994—1997 рр. співав та грав на гітарі в гурті «ZOOOM», був в ньому композитором і автором текстів.

### Повернення
У 1997 Беркут виступає сесіонним вокалістом у закордонному турі гурту «Мастер». Разом з Сергієм Поповим і ударником Анатолієм Шендеровим (обидва покинули цей гурт), намагається відродити «ZOOOM».
1998 — 2000 роки (з невеликою перервою) Артур провів в гурті «Маврик». Після уходу він намагається відродити «Автограф», але замість цього з'являється проєкт «Беркут».

### У складі «Арії»
В листопаді 2002 р. Беркут став вокалістом гурту «Ария». Саме в ньому Беркут повертає собі забутий після «Автографа» статус рок-зірки. Відразу після приєднання він обіцяє «зробити все, щоб звучання Арії стало брутальнішим», але в цілому як музичний, так і вокальний стиль виконання мало відрізняються від «Кіпєловських» часів. За його участі записано альбоми «Крещение огнём» та «Армагеддон».
Паралельно з цим Беркут бере участь у низці спільних з іншими гуртами проєктів, в тому числі у метал-опері «Эльфийская рукопись» «Эпидемії». 2008-го року виходить офіційний концертний DVD «Арії» «Герой Асфальта — XX років», на якому як вокаліст виступають як Беркут, так і Кіпєлов, включаючи спільне виконання пісні «Игра с огнём».
Відношення до другого в історії «Арії» вокаліста з боку фанатів гурту протягом всього часу його перебування було досить неодностайним і суперечливим.

### Гурт Артур Беркут
27 червня 2011 року, під час запису чергового альбому, Артур Беркут і «Ария» офіційно заявили про припинення співробітництва. Останні спільні
концерти пройшли у серпні.
Артур Беркут створює новий гурт, який так і називає — «Артур Беркут». Серед пояснень причин вибору саме такої назви — небажання клопоту з розкрученням нового бренду, а також те, що назва «Беркут» без імені лідера могла асоціюватися крім самого виконавця і птаха ще й з назвою спец.загону української міліції. Перший склад гурту:
- Артур Беркут — вокал;
- Олексій Страйк (екс-«Мастер», «СтрайкЪ») — гітара, вокал;
- Ігор «Бах» Моравський — бас, вокал;
- Олег «Kobra» Ховрін (екс-Мастер) — барабани.

17 вересня 2011 року вийшов міні-альбом «Право дано». В середньому звучання нового гурту більшою мірою нагадує часи «Автографа», ніж «Арії», тобто є дещо «легшим». Всього за декілька місяців гурт змінив весь склад учасників, крім, звісно, самого лідера.
11 лютого 2012 року на відкритті хокейного «Кубку Виклику» вперше пролунав Гімн Молодіжної Хокейної Ліги (МХЛ), автором і виконавцем якого є Артур.
В концертному репертуарі нового гурту, незважаючи на наявність нового власного репертуару, перші півтора року домінували старі пісні «Афтографа» і особливо — «Арії». Причому Беркут продовжував активно використовувати навіть ті «арійські» пісні, які були написані до його приходу в гурт. Це викликало невдоволення колишніх колег і розпочався конфлікт, який вилився у позов проти Беркута від музикантів «Арії» Володимира Холстініна, Віталія Дубініна, Сергія Попова, Сергія Терентьєва (-екс) — як композиторів цих пісень, а також авторки текстів Маргарити Пушкіної. Суд закінчився для Артура забороною на виконання більш ніж ста пісень з репертуару «Арії».
Протягом своєї кар'єри у складі як мінімум трьох гуртів («Автограф», «Ария» і «Артур Беркут») неодноразово давав виступи на різних майданчиках багатьох міст України.

### Інші проєкти
Артур Беркут як вокаліст брав участь у записі альбомів гуртів «Виконт», «Пилигрим», «Arida Vortex», проєкту Маргарити Пушкіної «Margenta», та інших. Він виконував партію Ірдіса у всіх трьох частинах метал-опери «Эльфийская Рукопись» (2004, 2007 і 2014 рр.). Співпрацю з гуртом «Маврин» було продовжено на платівці «Противостояние» 2013 року.

## Дискографія
«Автограф»
- «Автограф-2» (1984);
- «Истина/Монолог» (1985);
- «Live Aid» (1985, концерт);
- «Автограф» (1986);
- «Город» (1989);
- «Каменный край» (1989);
- «Мир в себе» (1990);
- «Stone Land» (1990);
- Tear down the border (1991)[3]

«TSAR»
- «TSAR» (1995)

«ZOOOM»
- «ZOOOM» (1996)

«Маврин»
- Скиталец (1998)[4]

«Ария»
- «Колизей» (2002, сингл)
- «Крещение огнём» (2003)
- «Живой огонь» (2004, концертний)
- «Чужой» (2006, сингл)
- «Армагеддон» (2006)
- «Пляска ада» (2007, концертний)
- «Герой асфальта XX лет» (2008, концертный)
- «Поле битвы» (2009, сингл)

«Артур Беркут»
- «Право дано» (2011, міні-альбом)
- «Каждому своё» (2012, міні-альбом)
- «Победителей не судят» (2014)[5]

## Творчий внесок
Артур Беркут є автором музики багатьох композицій
«Автограф»
- «Нам нужен мир»
- «Амур».

На альбомах «Каменный край» та «Tear Down the Border» авторами всієї музики вважається весь колектив гурту.
«Кипелов/Маврин»
- «Выпьем ещё» (з Кіпєловим і Мавріним)

«Маврин»
- «Хватит врать»
- «Фишка» (з Мавріним)
- «Пустыня» (з Мавріним)
- «Время» (з Мавріним)[4]

«Ария»
- «Твой день»

«Артур Беркут»
- «Интро»
- «Право дано»
- «Орёл»
- «Без правил»
- «Семь морей».